# 宫明·尕桑伯尔拉扎参
宫明·尕桑伯尔拉扎参（?—?）蒙古族，土尔扈特部人，第四世（不计追认）宫明活佛。

## 生平
早年被认定为宫明·罗桑青里丹增的转世灵童，并坐床继任宫明活佛，成为土尔扈特部的主要藏传佛教领袖。其生平事迹不详。